# Capim-mimoso
O capim-mimoso (Axonopus purpusii) é uma gramínea perene que compõe pastos naturais.
Está amplamente distribuído no Pantanal, ocorrendo em campo cerrado, borda de baías e, principalmente, em áreas de campo limpo sazonal, principalmente do Pantanal arenoso.